# Antaba

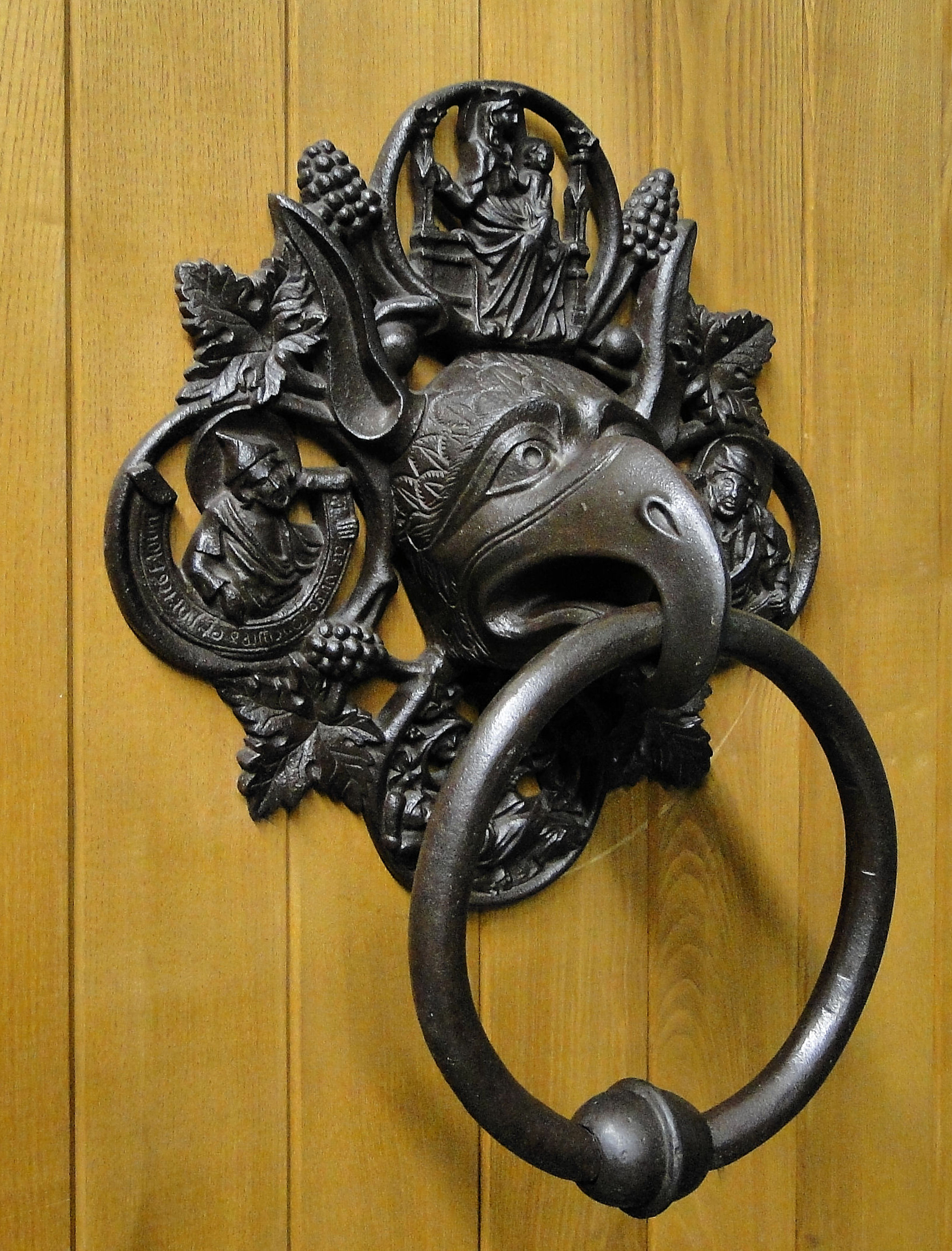
Antaba z głową gryfa (Muzeum Narodowe w Szczecinie)

Antaba lub hantaba (z niem. die Handhabe – rękojeść) – stały lub ruchomy uchwyt z metalu umieszczany np. na skrzyni, kufrze, drzwiach, bramie. 
Ruchomy uchwyt składa się z dwóch części. Antaba umieszczona na drzwiach lub bramach (furtach), najczęściej w postaci lwiej głowy z ruchomą obręczą, służyła często za kołatkę. Antaba występowała głównie w sztuce romańskiej i gotyckiej. Współcześnie używana jest jako element dekoracyjny. Stara polska nazwa antaby to dzierżak.